# Free Me (песня Джосс Стоун)
«Free Me» — песня английской соул певицы Джосс Стоун с четвёртого студийного альбома Colour Me Free!. Композиция была выпущена 8 ноября в качестве первого и единственного сингла с альбома. Песня вошла в чарты только в четырёх странах, став коммерческим провалом так и не достигнув десятки лучших синглов ни в одной из них. Музыкальный видеоклип не был выпущен.
Стоун написала песню в знак протеста против её лейбла EMI. Смысл трека заключается в том, что ей не нужно говорить, что нужно делать. В завершении песни она даже поёт:

«Освободите меня, освободите меня, EMI».
Оригинальный текст (англ.)Free me, free me, EMI
Появлялись сообщения о том, что Стоун хотела расторгнуть контракт с EMI, но лейбл не хотел разрывать соглашение с певицей на четыре студийных альбома, подписанное ещё в 2006 году. До Colour Me Free Джосс Стоун выпустила только один альбом из четырёх, которые были указаны в её контракте. Позже было объявлено, что певица ушла от EMI, и теперь работает с новым лейблом звукозаписи «Stone’d Records», который расположен в Нью-Йорке и Бристоле.
В 2010 году песня была использована в трейлере к фильму Доброе утро.

## Список композиций
CD сингл
1. «Free Me» — 3:53

## Чарты
| Чарт (2009)                  | Высшее место |
| ---------------------------- | ------------ |
| Belgian Tip Chart (Валлония) | 13           |
| Japan Hot 100                | 29           |
| Swiss Singles Chart          | 50           |